# Acronis
Acronis — компанія-розробник системних рішень для корпоративних і домашніх користувачів по роботі з жорсткими дисками, резервним копіюванням даних, управлінню завантаженням операційних систем, редагуванню дисків, надійному знищенню даних та інших системних засобів.

## Історія
Компанія з'явилася на ринку програмного забезпечення в 2001 році. На той момент у штаті було всього п'ять програмістів, проте співпраця з SWsoft і отримані інвестиції дозволили компанії в наступні роки дуже активно розвиватися. Перший продукт компанії, Acronis OS Selector, цілком успішно продавався в Європі і Японії. 
Основною сферою інтересів «Acronis» є системні програмні продукти, призначені для керування засобами зберігання інформації, у тому числі — продукти для резервного копіювання даних, управління розділами жорсткого диска, операційними системами тощо.

## Продукти
- Acronis True Image (aka Acronis Cyber Protect Home Office) — Інструменти резервного копіювання, клонування дисків, кіберзахисту та конфіденційності, які забезпечують безпеку домашніх користувачів
- Acronis Disaster Recovery Service — комплексна послуга IT DR, що передбачає аварійне переключення сервера та потужностей центру обробки даних до хмари.
- Acronis Cyber Files Advanced — рішення для доступу до файлів підприємства, синхронізації та спільного доступу з повною безпекою та відповідно до встановлених регламентів.
- Acronis Files Connect — рішення для спільного доступу до файлів, функції друкування, інших мережних функцій, а також інтеграції комп’ютерів на платформі Mac у мережах під управлінням ОС Windows.
- Acronis Snap Deploy — рішення для забезпечення робочих станцій і серверів ІТ-систем.
- Acronis Cyber Protect — універсальне рішення для кіберзахисту та управління для малого та середнього бізнесу.
- Acronis Cyber Backup Cloud —  гібридне хмарне рішення для резервного копіювання для захисту всіх систем і пристроїв клієнтів.
- Acronis Disaster Recovery — інтегроване рішення для резервного копіювання та аварійного відновлення, що призначене для постачальників послуг
- Acronis Cyber Files Cloud — хмарне рішення для доступу до файлів з синхронізацією та спільним доступом, що призначене для постачальників послуг.

## «Acronis» сьогодні
Компанія Acronis, заснована в 2003 році, має штаб-квартири в Сінгапурі та Швейцарії, 54 ЦОД у всьому світі. Найбільший R&D-центр розташований у Болгарії. В компанії більше 1800 працівників 50 національностей у 18 країнах світу.
4 березня компанія Acronis оголосила про призупинку будь-якої діяльності в російській федерації. https://www.acronis.com/en-us/blog/posts/acronis-suspends-all-operations-in-russia/ Також кібер-фонд Acronis виділив 500 тисяч доларів на гуманітарну допомогу тим, хто постраждав від військового нападу РФ на Україну. Крім того, компанія відкрила можливості для працевлаштування в офісах по всьому світу для українських біженців, які змушені були тікати від війни й залишилися без роботи. «Як і решта світу, ми охоплені жахом і глибоко стурбовані російською агресією проти України. Ми підтримуємо українців та закликаємо повернути мир до цього регіону», — наголосили в компанії. Також в Acronis акцентували, що жодна з її служб кіберзахисту та глобальних центрів обробки даних не розташовані в Росії.